# Psilaspilates
Psilaspilates is een geslacht van vlinders van de familie spanners (Geometridae), uit de onderfamilie Ennominae.

## Soorten
- P. butyrosa Butler, 1882
- P. catillata Felder & Rogenhofer, 1874
- P. cavifasciata Butler, 1882
- P. ceres Butler, 1882
- P. meridionalis Wallengren, 1860
- P. saturata Staudinger, 1899
- P. signistriata Butler, 1882
- P. striolata (Staudinger, 1899)
- P. venata Butler, 1882